# Parlamentswahl in Norwegen 1912
- DnA: 23
- V: 76
- FV: 4
- H: 20

Die Parlamentswahl in Norwegen 1912 fand vom 20. Oktober bis 11. November 1912 statt. Es war die Wahl zum 35. Storting.

## Wahlergebnis
Wahlverlierer war das konservative-rechtsliberale Wahlbündnis aus Høyre und Frisinnede Venstre, das 8,4 % und damit etwa 2/3 der Sitze (40) verlor. Die Arbeiderdemokratene verloren ihre beiden Sitze und mussten aus dem Parlament ausziehen. Das beste Ergebnis konnte die Venstre mit einem Stimmenzuwachs von 9,5 % und der absoluten Mehrheit der Mandate erzielen. Zweiter Wahlgewinner war die Arbeiterpartei, die ihre Sitzzahl verdoppeln konnte.
Das Storting setzte sich aus drei Fraktionen zusammen.
| Partei            | Partei                  | Stimmen | Stimmen | Stimmen | Sitze  | Sitze |
| Partei            | Partei                  | Anzahl  | %       | +/−     | Anzahl | +/−   |
| ----------------- | ----------------------- | ------- | ------- | ------- | ------ | ----- |
|                   | Venstre (V)             | 195.526 | 40,0    | +9,6    | 76     | +30   |
|                   | Høyre (H)               | 162.074 | 33,2    | −8,3    | 20     | −21   |
|                   | Frisinnede Venstre (FV) | 162.074 | 33,2    | −8,3    | 4      | −19   |
|                   | Arbeiderpartiet (DnA)   | 128.455 | 26,3    | +4,7    | 23     | +12   |
|                   | Sonstige                | 2.848   | 0,5     | —       | —      | —     |
| Gesamt            | Gesamt                  | 488.903 | 100,0   |         | 123    |       |
| Gültige Stimmen   | Gültige Stimmen         | 488.903 | 98,7    |         |        |       |
| Ungültige Stimmen | Ungültige Stimmen       | 6.254   | 1,3     |         |        |       |
| Wahlbeteiligung   | Wahlbeteiligung         | 495.157 | 65,9    |         |        |       |
| Wahlberechtigte   | Wahlberechtigte         | 809.582 | 100,0   |         |        |       |
| Quelle:           |                         |         |         |         |        |       |